# Капоте, Трумен
Тру́мен Гарси́я Капо́те (англ. Truman Garcia Capote [ˈtruːmən kəˈpoʊtiː], имя при рождении — Трумен Стрекфус Персонс (англ. Truman Streckfus Persons), 30 сентября 1924[…], Новый Орлеан, Луизиана — 25 августа 1984[…], Лос-Анджелес, США) — американский романист, драматург театра и кино, актёр; многие его рассказы, романы, пьесы и документальные произведения признаны литературной классикой, включая повесть «Завтрак у Тиффани» (1958) и документальный роман «Хладнокровное убийство» (1966). На текстах Капоте основаны примерно двадцать фильмов и телепостановок.
Детство Капоте было осложнено разводом родителей, долгим отсутствием матери и многочисленными переездами. Своё призвание быть писателем он осознал в 11 лет и уже тогда начал оттачивать литературное мастерство. В начале профессиональной карьеры он писал рассказы. Один из них, под названием «Мириам» (1945), имел успех у критиков и привлёк внимание Беннетта Серфа из издательства «Рэндом Хаус», с Капоте заключили контракт на написание романа «Другие голоса, другие комнаты» (1948). Наибольшую славу ему принесло «Хладнокровное убийство», журналистское расследование убийства в собственном доме фермерской семьи в Канзасе. Капоте четыре года писал эту книгу при поддержке Харпер Ли, с которой дружил почти всю жизнь.

## Биография
Трумен Капоте родился в Новом Орлеане, Луизиана в семье 17-летней Лилли Мэй Фолк и коммивояжёра Аркулуса Персонса. Его родители развелись, когда ему было четыре, и отправили его в Монровилль, штат Алабама, где до пяти лет он жил у родственников матери. Особенно ему запомнилась Ненни Рамбли Фолк, дальняя родственница матери, которую он звал «Сук» (англ. Sook). «Её лицо — почти как у Линкольна, словно высеченное из скалы и приобретшее свой оттенок от солнца и ветра» — так её описывает Капоте в «Рождестве памяти» (1956). В Монровилле он жил по соседству с Харпер Ли, которая наделила чертами Капоте соседского мальчика Дилла из «Убить пересмешника».
Одинокий ребёнок, Капоте сам научился читать и писать перед поступлением в школу. В возрасте пяти лет его часто видели со словарём и блокнотом в руках, а в одиннадцать лет он уже попробовал написать свой первый рассказ. В то время у него было прозвище «Бульдог».
По субботам он путешествовал из Монровилля в соседний Мобил, город на побережье Мексиканского залива, и однажды послал свой рассказ «Старая миссис Бизибади» на детский литературный конкурс, устроенный местной газетой «Мобил Пресс Реджистер». Литературный дебют Капоте был удостоен награды с формулировкой: «За высокий литературный уровень» (англ. The Scholastic Arts & Writing Awards) в 1936.
В 1933 он переезжает в Нью-Йорк со своей матерью и её вторым мужем, кубинцем по происхождению, Джозефом Капоте, текстильным брокером, который усыновил его под именем Трумэн Гарсиа Капоте. Вскоре отчима обвинили в растрате, доходы семьи упали, и они были вынуждены покинуть квартиру на Парк-авеню.
Про своё детство Капоте пишет: «Я начал писать серьёзно, когда мне было одиннадцать. И точно так же, как другие дети возвращаются домой и занимаются на скрипке, пианино или чем-то подобным, я приходил из школы каждый день с намерением писать не менее трёх часов. Я был одержим этим». В 1935 он поступает в нью-йоркскую школу св. Троицы, а затем в Военную академию «Сент-Джозеф».
В 1939 семья Капоте переезжает в Гринвич, Коннектикут, где Трумен учится в школе последней ступени и пишет в школьную газету и литературный журнал «Зелёная ведьма» («The Green Witch»). Когда они возвращаются в Нью-Йорк в 1942 году, он поступает в школу Франклина, которую оканчивает в 1943. В дальнейшем Капоте не получил больше никакого официального образования.
Учась в школе, в 1943 году Капоте устраивается на работу копировальщиком в художественном отделе «Нью-Йоркера». Проработал он там два года и уволился, разозлив этим Роберта Фроста. Спустя годы он вспоминает:

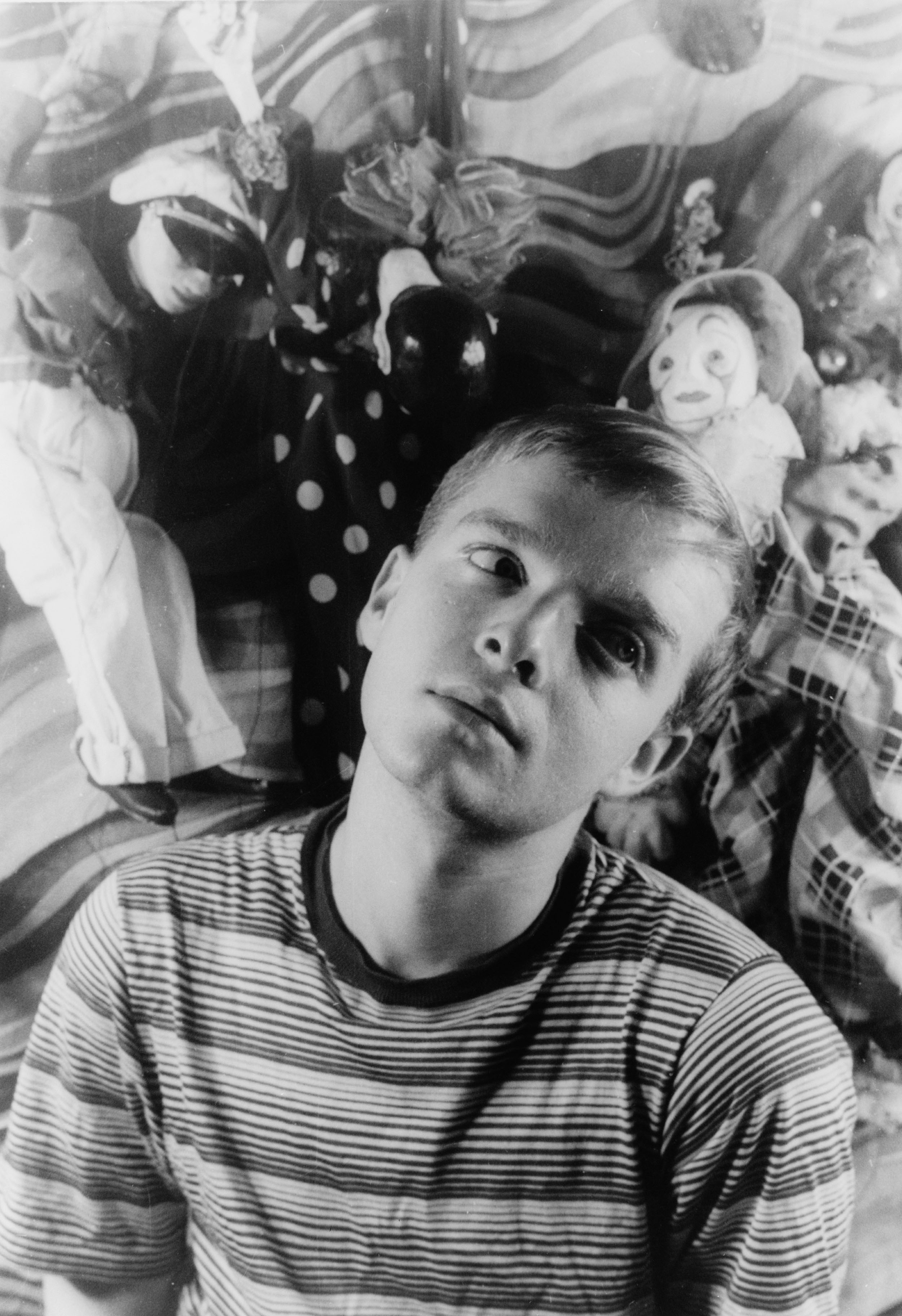
Фотография Капоте, сделанная Карлом Ван Вехтеном, 1948

«Совсем незначительная работа, состоявшая в сортировке картинок и вырезании газетных статей. Но всё равно это была удача, особенно когда стало понятно, что я совсем не создан учиться. Писатель я или нет — никакие преподаватели не могут повлиять на исход. Я до сих пор думаю, что поступил правильно, по крайней мере, это было правильно именно для меня». Он оставил работу и, поселившись у родственников в Алабаме, начал писать свой первый роман «Летний круиз».
Жившая в Монровилле по соседству и его лучшая подруга Харпер Ли стала прообразом Идабель, героини романа Капоте «Другие голоса, другие комнаты». Он однажды подтвердил это: «Мистер и миссис Ли, её мать и отец, жили неподалёку. Она была моей лучшей подругой. Читали вы её книгу „Убить пересмешника“? Я персонаж в этой книге, в которой действие происходит в том самом маленьком алабамском городке, где мы жили. Её отец был адвокатом, мы с ней ходили смотреть судебные процессы всё детство. Мы ходили на суды вместо походов в кино». После того, как Харпер Ли получила Пулитцеровскую премию в 1961 году, а Капоте опубликовал «Хладнокровное убийство» в 1966, отношения между ними стали постепенно более прохладными.
Знаковый роман «Хладнокровное убийство» стал пиком в литературной карьере Капоте и последней его работой, которая полностью опубликована. В 1970-х он поддерживал свой статус знаменитости, появляясь на телевизионных ток-шоу.
Капоте умер в Бел Эйр, Лос-Анджелес, 25 августа 1984 года. Согласно отчету коронера, причиной смерти было «заболевание печени, осложненное флебитом и множественной наркотической интоксикацией». Он умер в доме своей старой подруги Джоан Карсон, бывшей жены телеведущего Джонни Карсона, в программе которого Капоте был частым гостем. Гор Видал отреагировал на известие о смерти Капоте, назвав это «мудрым шагом в карьере». Прах писателя хранился в доме Карсон. В 1988 году дом был ограблен во время одной из вечеринок, вместе с драгоценностями злоумышленники унесли сундучок с прахом писателя. Однако менее чем через неделю неизвестные неожиданно вернули останки. В 1991 году прах писателя снова хотели выкрасть, но попытка провалилась.
В 2005 году Карсон скончалась, не оставив наследников. В 2016 году всё её имущество, включая прах Капоте, планировалось выставить на аукцион. За прах писателя предполагалось выручить 4 — 6 тысяч долларов, торги были назначены на 23 сентября 2016 года. По итогам торгов деревянный резной ящичек с прахом писателя приобрел неизвестный коллекционер за $45 000.

## Писательская карьера
В 2013 году 14 неопубликованных историй, написанных Капоте в возрасте 11—19 лет, были обнаружены в архивах Нью-Йоркской публичной библиотеки швейцарским издателем Петером Хаагом. Они были опубликованы в «Рэндом Хаус» в 2015 под названием «Ранние рассказы Трумэна Капоте».
В 1943—46 годах Капоте пишет ряд произведений — «Мириам», «Моя сторона в деле», «Закрой последнюю дверь» (премия О. Генри в 1948 году). Его рассказы публикуются и в литературных ежеквартальных изданиях, и в популярных журналах — «Атлантик Мансли», «Харперс Базар», «Харперс Мэгэзин», «Мадемуазель», «Нью-Йоркер», Prairie Schooner и «Стори». В июне 1945 «Мириам» была опубликована в журнале «Мадемуазель» и выдвинута на премию «Лучший первый рассказ» в 1946 году. «Мириам» принесла автору престижную награду имени О. Генри как лучшая новелла, написанная дебютантом. Капоте был принят в «Яддо», колонию художников и писателей в Саратога-Спрингс в штате Нью-Йорк. Позднее он способствовал вступлению туда Патрисии Хайсмит, в писательской колонии она написала роман «Незнакомцы в поезде».

В интервью «Пэрис Ревью» в 1957 году Капоте рассказал о своей технике написания рассказов:
«Поскольку каждая история вызывает свои технические сложности, очевидно, что никто не сможет объяснить их основу по принципу „дважды два — четыре“. Найти правильную форму для твоей истории — это попросту представить самый естественный способ её рассказать. Проверить, нашёл писатель естественную форму или нет, можно так: после прочтения можешь ли ты представить её другой или не можешь такого вообразить, и она выглядит абсолютной и законченной? Законченной как апельсин? Как апельсин, то есть что-то созданное природой совершенно правильно».
«Рэндом Хаус», опубликовавшее роман «Другие голоса, другие комнаты», решило на волне успеха выпустить сборник «Дерево ночи и другие рассказы» в 1949 году. Помимо «Мириам» туда вошёл рассказ «Закрой последнюю дверь», впервые опубликованный в «Атлантик мансли» в августе 1947 года.

## «La Côte Basque 1965»
«La Côte Basque 1965» была опубликована отдельной главой в журнале Esquire в ноябре 1975 года. Ехидное начало его незаконченного романа «Услышанные молитвы» знаменует собой катализатор социального самоубийства Трумена Капоте. Многие из подруг Капоте, которых он прозвал своими «лебедями», были представлены в тексте, некоторые под псевдонимами, а другие под своими настоящими именами. Говорят, что эта глава раскрыла грязные секреты этих женщин и показала «грязное белье» элиты Нью-Йорка. Последствия публикации «La Côte Basque 1965» привели к тому, что Трумен Капоте подвергся остракизму со стороны нью-йоркского общества и многих своих бывших друзей.
Глава из «Услышанных молитв» «La Côte Basque 1965» начинается с того, что П. Б .Джонс — главный герой, являющийся смесью самого Трумена Капоте и Герберта Клаттера, жертвы серийного убийцы из романа «Хладнокровное убийство» — встречается с леди Айной Кулбирт на улице Нью-Йорка. Образ этой женщины, которую описывают как «американку, вышедшую замуж за британского химического магната, и женщину во всех отношениях», по широко распространенным слухам основан на описании черт внешности и характера нью-йоркской светской львицы Слим Кит. Леди Айна Кулбирт приглашает Джонса на обед в La Côte Basque. За этим следует пустая болтовня об элите Нью-Йорка.
Первыми встречаются персонажи Глории Вандербильт и Кэрол Маттау, которые сплетничают о принцессе Маргарет, принце Чарльзе и остальной британской королевской семье. Затем наступает неловкий момент, когда Глория Вандербильт сталкивается со своим первым мужем и не узнает его. Только после напоминания миссис Маттау Глория понимает, кто он такой. Обе женщины отмахиваются от этого инцидента и списывают его на давнюю историю.
Затем персонажи Ли Радзивилл и Жаклин Кеннеди Онассис встречаются, когда вместе идут в ресторан. Сёстры привлекают внимание всей комнаты, хотя разговаривают только друг с другом. Леди Кулбирт берет на себя смелость описать Ли как «чудесно сделанную, похожую на танагрскую статуэтку», а Жаклин как «фотогеничную», но «грубую, раздутую».
Затем появляется персонаж Энн Хопкинс, которая тайком заходит в ресторан и садится рядом с пастором. Энн Хопкинс сравнивают с Энн Вудворд. Айна Кулбирт рассказывает историю о том, как миссис Хопкинс закончила тем, что убила своего мужа. Когда он пригрозил развестись с ней, она начала распускать слухи о том, что в их районе бродит грабитель. В официальном полицейском отчете говорится, что, когда она и её муж спали в разных спальнях, миссис Хопкинс услышала, как кто-то вошёл в её спальню. В панике она схватила пистолет и выстрелила в незваного гостя; без её ведома злоумышленником на самом деле был её муж Дэвид Хопкинс (или Уильям Вудворд-младший). Однако Айна Кулбирт предполагает, что мистер Хопкинс на самом деле был застрелен в душе; таково богатство и власть семьи Хопкинсов, что любые обвинения или слухи об убийстве просто улетучились на следствии. Ходят слухи, что Энн Вудворд была заблаговременно предупреждена о публикации и содержании «La Côte Basque 1965» и в результате покончила с собой, приняв цианид.
Затем между Джонсом и миссис Кулбирт обсуждается инцидент, касающийся характера Сидни Диллона (или Уильяма С. Пейли). Говорят, что Сидни Диллон рассказал Айне Кулбирт эту историю, потому что они были любовниками. Однажды вечером, когда Клео Диллон (Бейб Пейли) была за городом, в Бостоне, Сидни Диллон в одиночку присутствовал на мероприятии, на котором он сидел рядом с женой губернатора штата Нью-Йорк. Они начали флиртовать и в конце концов вместе отправились домой. В то время как Айна предполагает, что Сидни Диллон любит свою жену, именно его неиссякаемая потребность в принятии высшим нью-йоркским обществом побуждает его быть неверным. Сидни Диллон и женщина спят вместе, а затем мистер Диллон обнаруживает на простынях очень большое пятно крови, которое представляет собой её насмешку над ним. Затем мистер Диллон проводит остаток ночи и раннее утро, стирая простыню вручную кипятком в попытке скрыть свою неверность от жены, которая должна прибыть домой в то же утро. В конце концов Диллон засыпает на влажной простыне и просыпается с запиской от жены, сообщающей ему, что она приехала, пока он спал, не хотела его будить и что она увидит его дома.
Говорят, что последствия публикации «La Côte Basque 1965» подтолкнули Трумена Капоте к новым эксцессам по части наркомании и алкоголизма, главным образом потому, что не ожидал негативной реакции, которую это вызовет в его личной жизни.

## Личная жизнь
Капоте был открытым геем. Одним из его первых серьёзных любовников был профессор литературы колледжа Смита Ньютон Арвин, получивший Национальную книжную премию за биографию Германа Мелвилла в 1951 году и которому Капоте посвятил книгу «Другие голоса, другие комнаты». Бо́льшую часть жизни до самой смерти Капоте провел в партнёрстве с Джеком Данфи, коллегой-писателем. В своей книге «Дорогой гений . Воспоминания о моей жизни с Трумэном Капоте» Данфи рассказывает об отношениях с Капоте, и о том, как Капоте постепенно превратился в наркомана и алкоголика. Несмотря на близкие отношения, они жили отдельно, что, по словам Данфи, «избавило его от мук наблюдения за тем, как Капоте пьет и принимает наркотики».

## Наследие и признание
В 1976 году вышел детективно-сатирический кинофильм «Ужин с убийством», в котором Капоте исполнил одну из ролей. В фильме высмеиваются клише художественных произведений в жанре детектива, а под приглашёнными на ужин персонажами подразумеваются вполне определённые писатели и писательницы (хотя их имена и не называются), работавшие в этом жанре, которым сам Капоте в конце фильма произносит длинную обличительную речь, в которой приводятся недостатки их произведений, по которым и можно опознать обвиняемых писателей.
Его произведения многократно экранизировались (по ним было снято более двадцати кинолент), нередко снимался в кино и он сам.
В 2005 году Беннетт Миллер снял фильм «Капоте». Фильм рассказывает об истории написания романа «Хладнокровное убийство». Премьера фильма состоялась в день рождения Капоте.

## Экранизации
- 1953 — Посрами дьявола / Beat the Devil (автор сценария по одноимённому роману Клода Коубёрна)
- 1958 — Das Glück sucht seine Kinder
- 1959 — De grasharp
- 1961 — Завтрак у Тиффани / Breakfast at Tiffany’s
- 1965 — Ruohojen harppu
- 1967 — The Thanksgiving Visitor
- 1967 — Хладнокровное убийство / In Cold Blood
- 1969 — Trilogy
- 1972 — The Glass House
- 1992 — Hello Stranger
- 1994 — One Christmas
- 1995 — Луговая арфа / The Grass Harp
- 1995 — Другие голоса, другие комнаты
- 1996 — Хладнокровное убийство / In Cold Blood
- 1997 — A Christmas Memory
- 2002 — Children on Their Birthdays